# Corpo di Cajal

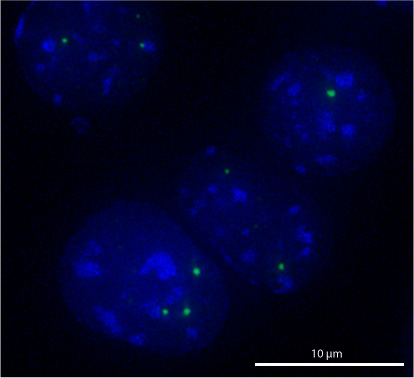
Nuclei di cellule di Mus musculus (blu) contenenti i corpi di Cajal (verde). I CBs sono visualizzati tramite la fusione della proteina p80/Coilina alla GFP.

I corpi di Cajal  (CBs)  detti anche coiled bodies, sono sub-organelli sferici dal diametro di 0.3-1.0 µm presenti nel nucleo di cellule con ampie capacità proliferative (ad esempio cellule embrionali e cellule tumorali) o metabolicamente attive (ad esempio i neuroni). A differenza degli organelli citoplasmatici, i CBs non posseggono alcuna membrana fosfolipidica che separa il loro contenuto (principalmente proteine e RNA) dal circostante nucleoplasma.
Vennero riportati nella letteratura scientifica per la prima volta da Santiago Ramón y Cajal nel 1903, che li chiamò corpi nucleolari accessori (nucleolar accessory bodies) a causa della loro associazione con i nucleoli nelle cellule nervose. Vennero riscoperti con l'utilizzo del microscopio elettronico e chiamati "coiled bodies", a causa del loro aspetto ripiegato. Hanno acquisito l'eponimo del suo originale scopritore solo in un terzo momento. La ricerca di base sui CBs è stata notevolmente favorita dopo la scoperta e il clonaggio del loro marcatore proteico p80/Coilina. I CBs sono importanti nel metabolismo del RNA come la biogenesi, maturazione e riciclaggio dei snRNPs, maturazione dell'mRNA degli istoni ed omeostasi della struttura dei telomeri. I CBs assemblano l'RNA utilizzato dalla telomerasi per aggiungere nucleotidi alle estremità dei telomeri.

## Storia
I CBs vennero scoperti dal neurobiologo Santiago Ramón y Cajal nel 1903 sotto forma di piccole macchie argirofile nei nuclei impregnati da argento di neuroni. A causa della loro stretta associazione con i nucleoli egli li nominò "corpi accessori nucleolari" (nella letteratura scientifica internazionale: nucleolar accessory bodies).
Successivamente, dopo essere stati tralasciati dal mondo accademico, vennero riscoperti molteplici volte e indipendentemente: da qui i molteplici nomi che questi sub-organelli hanno acquisito nel corso della storia. I nomi utilizzati per descrivere i CBs hanno incluso: "organelli sferici", "corpi di Binnenkörper", "corpi nucleolari" o "coiled bodies".
Il nome coiled bodies proviene dai microscopisti Monneron e Bernhard che descrissero al ME la loro forma irregolare; nello specifico essi li descrissero come aggregati composti di fili ripiegati (coiled threads) dallo spessore di 400-600 Å. Ad elevata risoluzione, essi appaiono come fibrille piccole e spesse 50 Å arrangiate irregolarmente lungo l'asse del filo principale (thread).
A quei tempi fu possibile ipotizzare anche il contenuto dei CBs (ribonucleoproteine) dal momento in cui l'utilizzo combinato (e non consecutivo) di proteasi e RNasi causava uno stravolgimento della struttura dei CBs.

## Localizzazione
I corpi di Cajal sono presenti solo nei nuclei di cellule di piante, lieviti e animali.
Le cellule dove i CBs sono molto visibili posseggono un elevato livello di attività trascrizionale e un'elevata capacità di suddividersi rapidamente.

## CBs e ciclo cellulare
Il loro diametro oscilla fra 0,1 e 2,0 micrometri, e sono presenti da una a cinque unità per nucleo.
Il loro numero varia in base al citotipo e nella stessa cellula, in base allo stato del ciclo cellulare. Il numero massimo di CBs è raggiunto nel pieno della fase G1 ; da questa fase verso la G2 essi diventano ancora più grandi e il loro numero diminuisce. Durante la fase M i CBs si disassemblano per poi ricomparire di nuovo nella fase G1 phase. I corpi di Cajal sono i possibili siti dell'assemblaggio e della modificazione del macchinario di transcrizione del nucleo.

## Funzioni
I CBs sono legati al nucleolo per mezzo delle proteine "coilina". Il complesso P80-coilina è un marker specifico dei corpi di cajal, e dimostra che questi sub-organelli tendono ad associarsi con il nucleolo quando le cellule non sono in fase di divisione.
I corpi di Cajal sono associati con l'assemblaggio e il reclutamento della telomerasi per mezzo di una sequenza CAB-RNA comune sia ai scaRNAs (gli RNA dei corpi di Cajal) che a TERC (componente RNA della telomerasi). TCAB1 riconosce la sequenza CAB in entrambe le strutture e recluta la telomerasi verso i CBs.
CBs contengono elevate concentrazioni di snRNPs (small nuclear ribonucleoproteins, piccole ribonucleoproteine nucleari) coinvolte nello splicing di RNA appena trascritto dal DNA. Numerose prove sperimentali indicano che i CBs sono coinvolti nella biogenesi dell'enzima della telomerasi e contribuiscono al trasporto successivo della telomerasi verso i telomeri.